# TT86

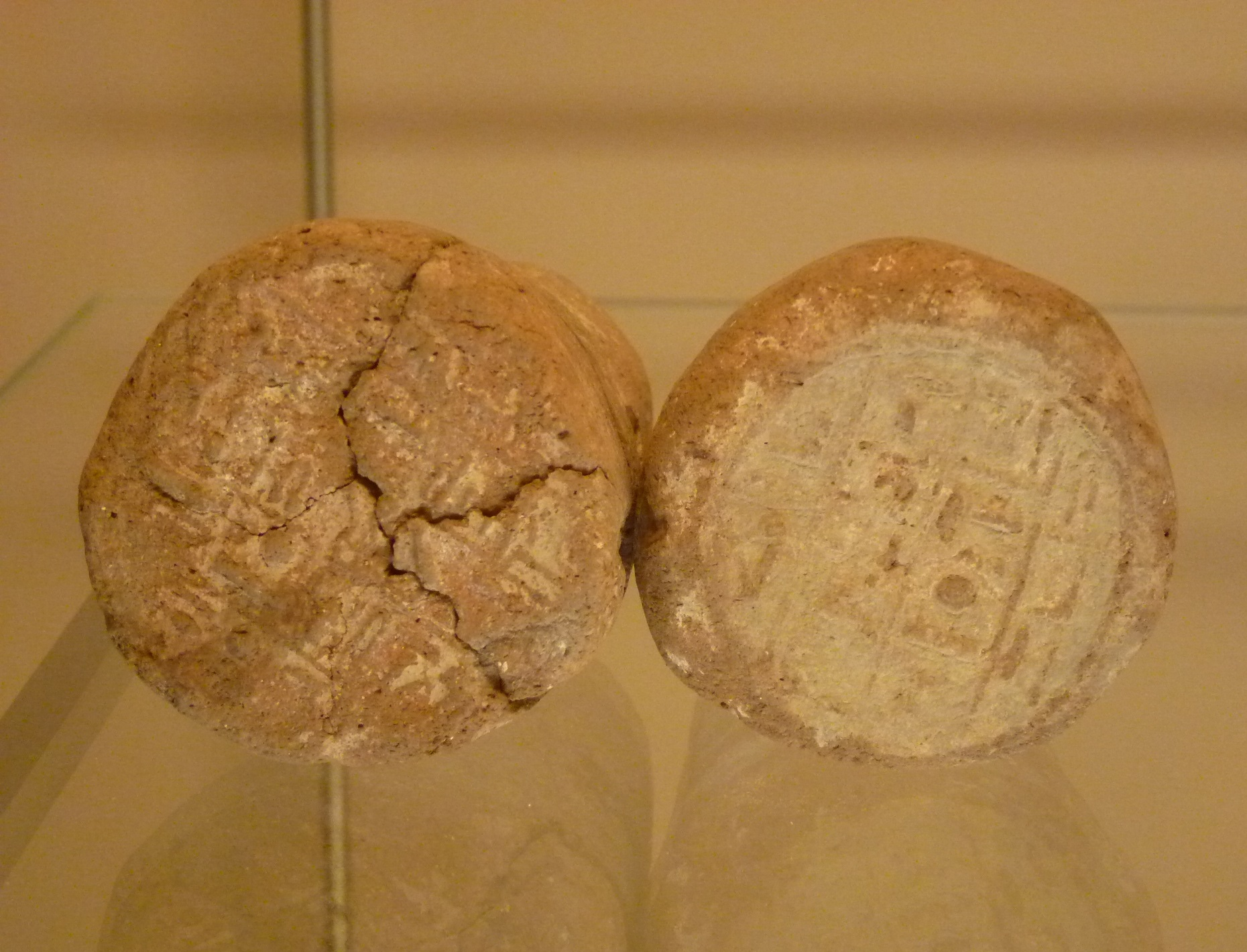
Coni funerari dalla TT86 di Menkheperraseneb

TT86 (Theban Tomb 86) è la sigla che identifica una delle Tombe dei Nobili ubicate nell’area della cosiddetta Necropoli Tebana, sulla sponda occidentale del Nilo dinanzi alla città di Luxor, in Egitto. Destinata a sepolture di nobili e funzionari connessi alle case regnanti, specie del Nuovo Regno, l'area venne sfruttata, come necropoli, fin dall'Antico Regno e, successivamente, sino al periodo Saitico (con la XXVI dinastia) e Tolemaico.

## Titolare
TT86 era la tomba di:
| Titolare         | Titolo                | Necropoli           | Dinastia/Periodo              | Note                                                                  |
| ---------------- | --------------------- | ------------------- | ----------------------------- | --------------------------------------------------------------------- |
| Menkheperreseneb | Primo Profeta di Amon | Sheikh Abd el-Qurna | XVIII dinastia (Thutmosi III) | versante est della collina; a sud della TT83 sotto e a sud della TT82 |

## Biografia
Padre di Menkheperreseneb, titolare della TT86, fu Amenhemet mentre Taonet, Nutrice reale, fu sua madre.

## La tomba
La tomba si presenta planimetricamente strutturata con l'andamento tipico delle tombe del periodo, a "T" rovesciata. Ad un breve corridoio segua una sala trasversale sulle cui pareti è possibile rilevare, benché pesantemente danneggiati, dipinti di un concerto di cantanti, maschi e femmine. Seguono scene agricole comprese operazioni di misurazione e pesatura del raccolto; alcuni preti officiano dinanzi ad Amon e /Thermutis, Thutmosi III, sotto un padiglione. In altre scene il defunto esegue ispezioni del bestiame, dei laboratori e dei lavoratori del tempio, con pesatura di metalli preziosi e malachite. Poco discosto, il defunto riceve prodotti da Koptos e dalla Terra di Kush e pesa oro.

### I tributi stranieri

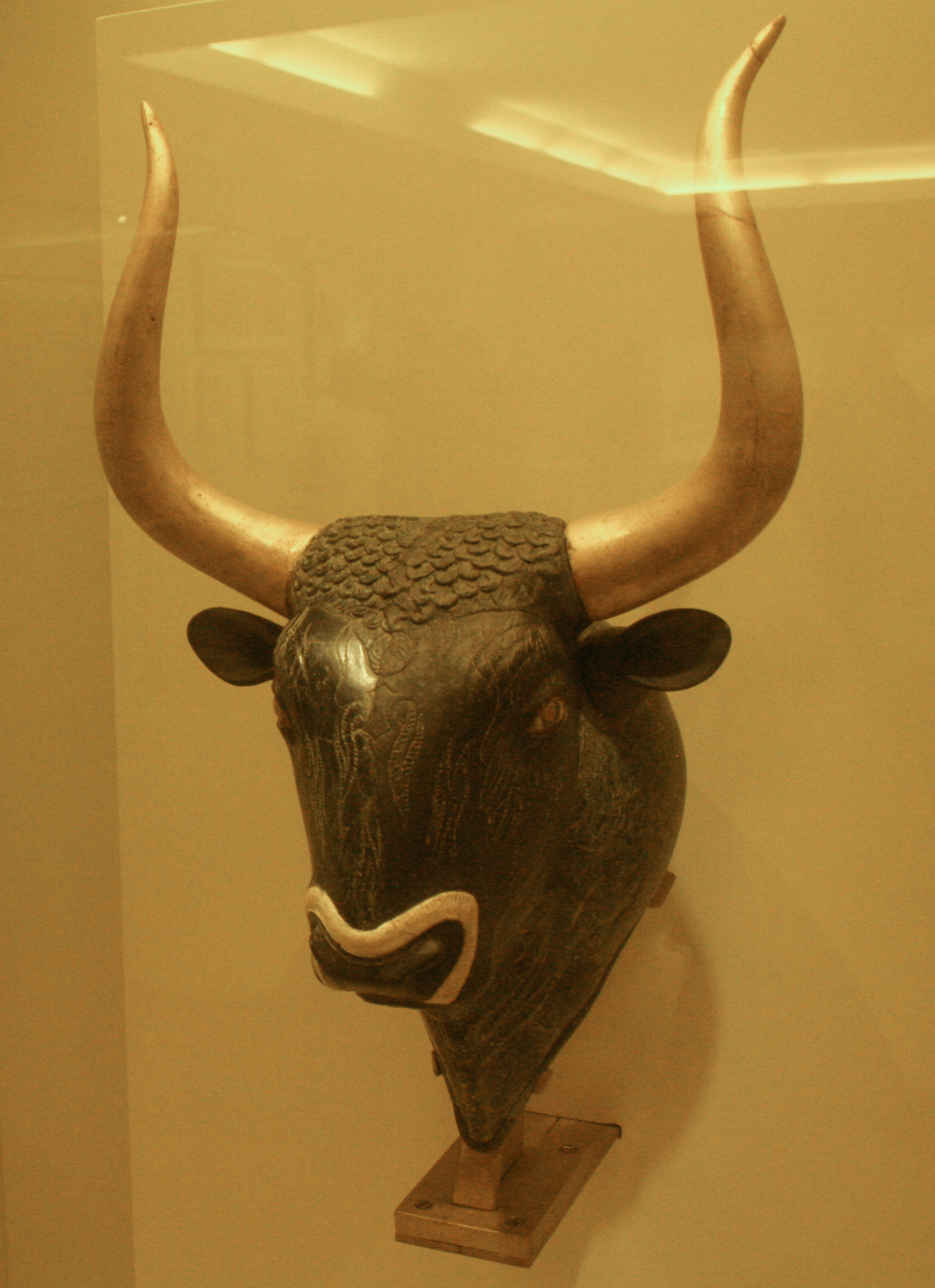
Rython minoico in forma di testa di toro, dall'Heraklion Archaeological Museum

Una delle scene parietali della camera trasversale è relativa alle cosiddette "processioni egee", o "dei tributi stranieri" o, ancora, "processioni Keftiw". Nel caso della TT86 Menkheperreseneb commissionò per la sua tomba un’ampia rappresentazione parietale, che adorna il vestibolo trasversale, e che fa riferimento a una lunga processione di stranieri ed egiziani. Il testo che sovrasta il dipinto è inoltre pieno di dettagliate informazioni che, però,  non sono sincronizzate con le sottostanti immagini talché non è possibile abbinare con certezza l’identificazione etnica con il personaggio corrispondente.
Quel che è nota è, tuttavia, l’occasione a cui la processione fa riferimento, la "festa per il Nuovo Anno" durante la quale il Primo Profeta offre doni al sovrano e gli presenta le delegazioni straniere e dei popoli sottomessi all'Egitto. Il registro superiore del dipinto parietale si sviluppa secondo una vera e propria scaletta geometrica: i quattro personaggi rappresentati, infatti, si trovano in posture mano a mano crescenti. Il primo emissario è, infatti, prostrato, ne segue uno in ginocchio, un altro in piedi e un ultimo pure in piedi, con i capelli ripartiti in trecce e un gonnellino particolarmente elaborato, leggermente più alto di quello che lo precede, altezza che è
accentuata ancor più dall'oggetto che reca su un vassoio: una testa di toro che ricorda il più famoso rython di Knossos in forma di testa di toro.
Di fatto i quattro personaggi sarebbero identificabili, dai geroglifici sopra riportati, come principi di Tunip, Ḫattuša e Keftiw. La processione si snoda su più registri e in un registro più basso ricompaiono i personaggi sopra visti, in posizione analoga; il "keftiw", in questo caso, reca un vassoio verosimilmente contenente pani e una coppa del tutto simile a quella riscontrabile in analoga "processione" della tomba TT71 di Senenmut. Anche altri oggetti recati dai portatori appaiono di chiaro influsso minoico, come un rython conico o un'anfora con coperchio in forma di testa di toro; particolare attenzione ricade, inoltre, sugli abiti dei portatori stessi che consentono una precisa valutazione della loro provenienza.
Le processioni dei tributari rappresentavano la consegna di "tributi" da regioni assoggettate all'Egitto o, comunque, in rapporti con il Paese. Si ritiene, tuttavia che gli oggetti presentati dalle delegazioni Keftiw., ovvero secondo la maggior parte degli studiosi i minoici, rappresentate in almeno sei Tombe dei Nobili, non costituissero un "tributo" nel senso letterale del termine, bensì doni da popolazioni non assoggettate, ma in rapporti commerciali o diplomatici paritetici.
Tale scena, così come quelle analoghe presenti in altre tombe della Necropoli tebana sarebbero perciò sintomatiche di rapporti amichevoli, e non di sudditanza, tra l’Egitto e le popolazioni egee nel periodo del Bronzo tardo.

### Annotazioni
1. ↑  La numerazione dei locali e delle pareti segue quella di Porter e Moss 1927, pp. 175-178.
2. ↑  La prima numerazione delle tombe, dalla numero 1 alla 253, risale al 1913 con l’edizione del "Topographical Catalogue of the Private Tombs of Thebes" di Alan Gardiner e Arthur Weigall. Le tombe erano numerate in ordine di scoperta e non geografico; ugualmente in ordine cronologico di scoperta sono le tombe dalla 253 in poi.
3. ↑  I campi della Duat, ovvero l'aldilà egizio, si trovavano, secondo le credenze, proprio sulla riva occidentale del grande fiume.
4. ↑  Nella sua epoca di utilizzo, l'area era nota come "Quella di fronte al suo Signore" (con riferimento alla riva orientale, dove si trovavano le strutture dei Palazzi di residenza dei re e i templi dei principali dei) o, più semplicemente, "Occidente di Tebe".
5. ↑  le Tombe dei Nobili, benché raggruppate in un'unica area, sono di fatto distribuite su più necropoli distinte.
6. ↑  Le note, sovente di inquadramento topografico della tomba, sono tratte dal "Topographical Catalogue" di Gardiner e Weigall, ed. 1913 e fanno perciò riferimento alla situazione dell'epoca.
7. ↑  Il termine egizio per indicare i popoli egei, e segnatamente quelli minoici, era Keftiw. Benché non esista unanimità in tale identificazione, tuttavia la grande maggioranza degli studiosi indica il termine Keftiw come individuazione certa del popolo cretese nei contatti con l'Antico Egitto del Bronzo Tardo.
8. ↑  Le cosiddette "processioni egee", o "dei tributi stranieri", o "processioni Keftiw", si ripetono in altre cinque tombe dei nobili oltre la TT86, tutte concentrate nella XVIII dinastia e in un arco temporale di circa 100 anni: TT39, di Puyemra, Secondo Profeta di Amon durante il regno di Thutmosi III; TT71, di Senenmut Amministratore e architetto sotto Hatshepsut; TT100, di Rekhmira visir sotto Thutmosi III e Amenhotep II; TT131, di Useramon Visir di Thutmosi III; TT155, di Intef Grande araldo del re sotto Thutmosi III.
9. ↑  Nella TT39 di Puyemra quattro personaggi vengono designati come "Capi stranieri dell’Asia più lontana" (Panagiotopulos 2006|pp. 370-412)

### Fonti
1. ↑  Gardiner e Weigall 1913.
2. ↑  Donadoni 1999,  p. 115.
3. ↑  Porter e Moss 1927,  p. 170.
4. ↑  Gardiner e Weigall 1913, pp. 24-25.
5. ↑  Porter e Moss 1927,  p. 175.
6. 1 2  Panagiotopulos 2006, pp. 370-412.
7. ↑  Panagiotopoulos 2006, cita per tale identificazione Aldred, 1961 (pp. 115-116).
8. ↑  Barber 1991.
9. 1 2  Panagiotopulos 2001, pp. 163-283.